# Chepoix
Chepoix és un municipi francès, situat al departament de l'Oise i a la regió dels Alts de França. L'any 2007 tenia 365 habitants.

## Demografia

### Població
El 2007 la població de fet de Chepoix era de 365 persones. Hi havia 141 famílies de les quals 27 eren unipersonals (4 homes vivint sols i 23 dones vivint soles), 55 parelles sense fills, 51 parelles amb fills i 8 famílies monoparentals amb fills.
La població ha evolucionat segons el següent gràfic:
Habitants censats

### Habitatges
El 2007 hi havia 164 habitatges, 144 eren l'habitatge principal de la família, 14 eren segones residències i 6 estaven desocupats. 160 eren cases i 4 eren apartaments. Dels 144 habitatges principals, 121 estaven ocupats pels seus propietaris, 20 estaven llogats i ocupats pels llogaters i 3 estaven cedits a títol gratuït; 1 tenia una cambra, 7 en tenien dues, 27 en tenien tres, 33 en tenien quatre i 75 en tenien cinc o més. 104 habitatges disposaven pel capbaix d'una plaça de pàrquing. A 52 habitatges hi havia un automòbil i a 78 n'hi havia dos o més.

### Piràmide de població
La piràmide de població per edats i sexe el 2009 era:
| Homes | Edats   | Dones |
| ----- | ------- | ----- |
| 0     | 95 o +  | 0     |
| 0     | 90 a 94 | 0     |
| 4     | 85 a 89 | 8     |
| 0     | 80 a 84 | 0     |
| 4     | 75 a 79 | 12    |
| 12    | 70 a 74 | 20    |
| 8     | 65 a 69 | 0     |
| 4     | 60 a 64 | 4     |
| 4     | 55 a 59 | 8     |
| 16    | 50 a 54 | 20    |
| 12    | 45 a 49 | 4     |
| 12    | 40 a 44 | 20    |
| 12    | 35 a 39 | 4     |
| 4     | 30 a 34 | 4     |
| 0     | 25 a 29 | 8     |
| 16    | 20 a 24 | 8     |
| 8     | 15 a 19 | 40    |
| 4     | 10 a 14 | 4     |
| 12    | 5 a 9   | 12    |
| 0     | 0 a 4   | 4     |

## Economia
El 2007 la població en edat de treballar era de 240 persones, 179 eren actives i 61 eren inactives. De les 179 persones actives 159 estaven ocupades (90 homes i 69 dones) i 20 estaven aturades (7 homes i 13 dones). De les 61 persones inactives 21 estaven jubilades, 16 estaven estudiant i 24 estaven classificades com a «altres inactius».

### Ingressos
El 2009 a Chepoix hi havia 137 unitats fiscals que integraven 381 persones, la mediana anual d'ingressos fiscals per persona era de 16.863 €.

### Activitats econòmiques
Dels 3 establiments que hi havia el 2007, 1 era d'una empresa extractiva, 1 d'una empresa de fabricació d'altres productes industrials i 1 d'una empresa de construcció.
L'únic servei als particulars que hi havia el 2009 era un electricista.
L'any 2000 a Chepoix hi havia 7 explotacions agrícoles.

## Equipaments sanitaris i escolars
El 2009 hi havia una escola elemental integrada dins d'un grup escolar amb les comunes properes formant una escola dispersa.

## Poblacions més properes
El següent diagrama mostra les poblacions més properes.